# 合肥轨道交通3号线
合肥地铁3号线，是安徽省合肥市的一条城市轨道交通线路，是该市第三条轨道交通线路。线路识别色称 翠微绿 ，呈东北到西南的L形走向，一期全长37.2公里，其中地下线32.97公里、高架线4.23公里。线路全长48.5公里。共设40座车站，其中有高架站4座，地下站36座，一期于2014年12月31日开工建设，2019年12月26日通车运营。二期（南延段）于2023年12月26日上午10:00通车。
本线与4号线形成组合环线，环住整个合肥市二环以内的城区，同时兼顾东北和西南城区组团的客流。同时，本线是全市首条所有站点使用阿拉伯数字命名出入口番号的地铁线路。
因路线较长，且需要穿越非常多的河流湖泊，所以3号线又被安徽当地媒体称作“穿越之最”。

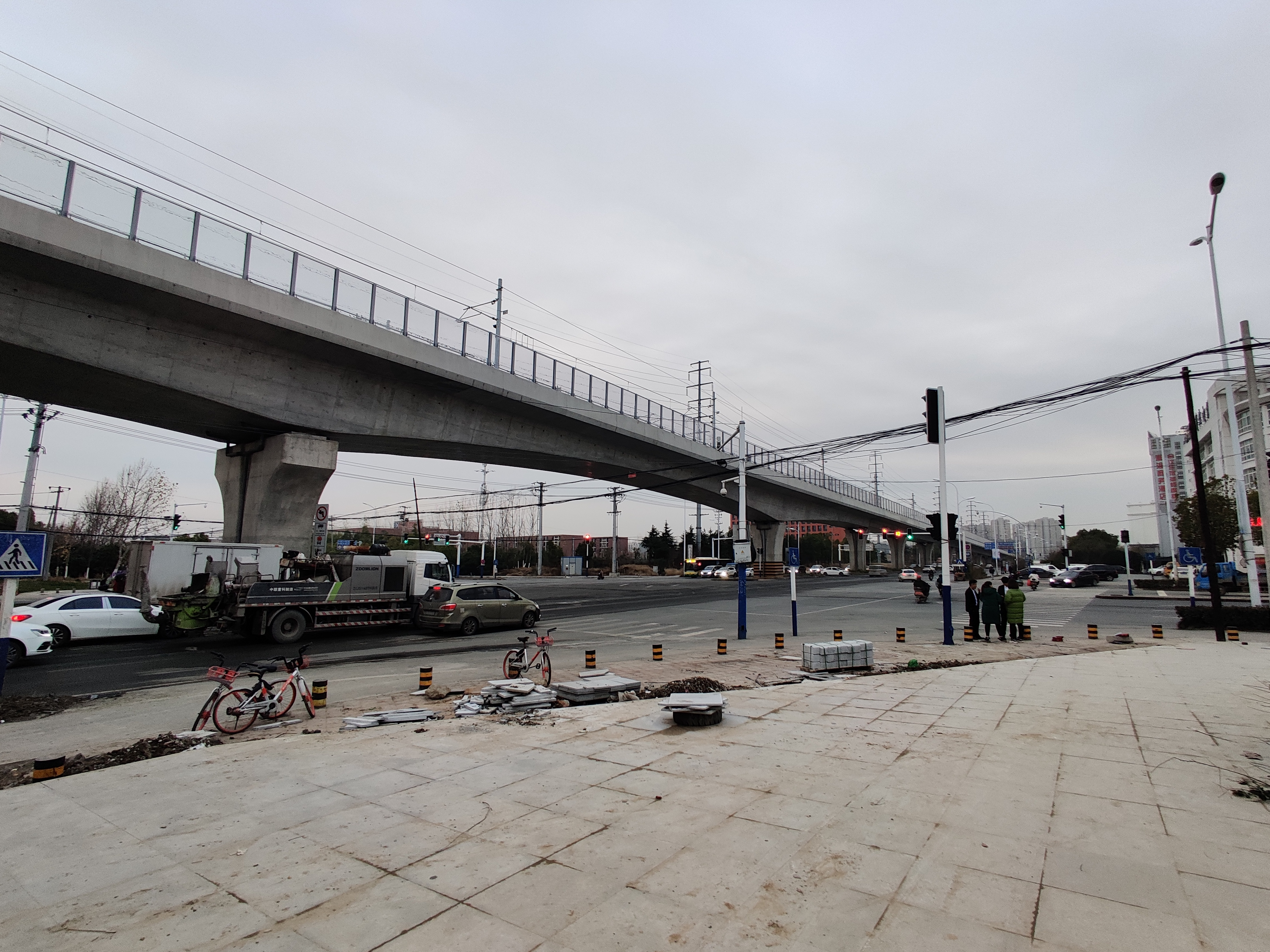
合肥轨道交通3号线高架段
（学林路与文忠路交口处）

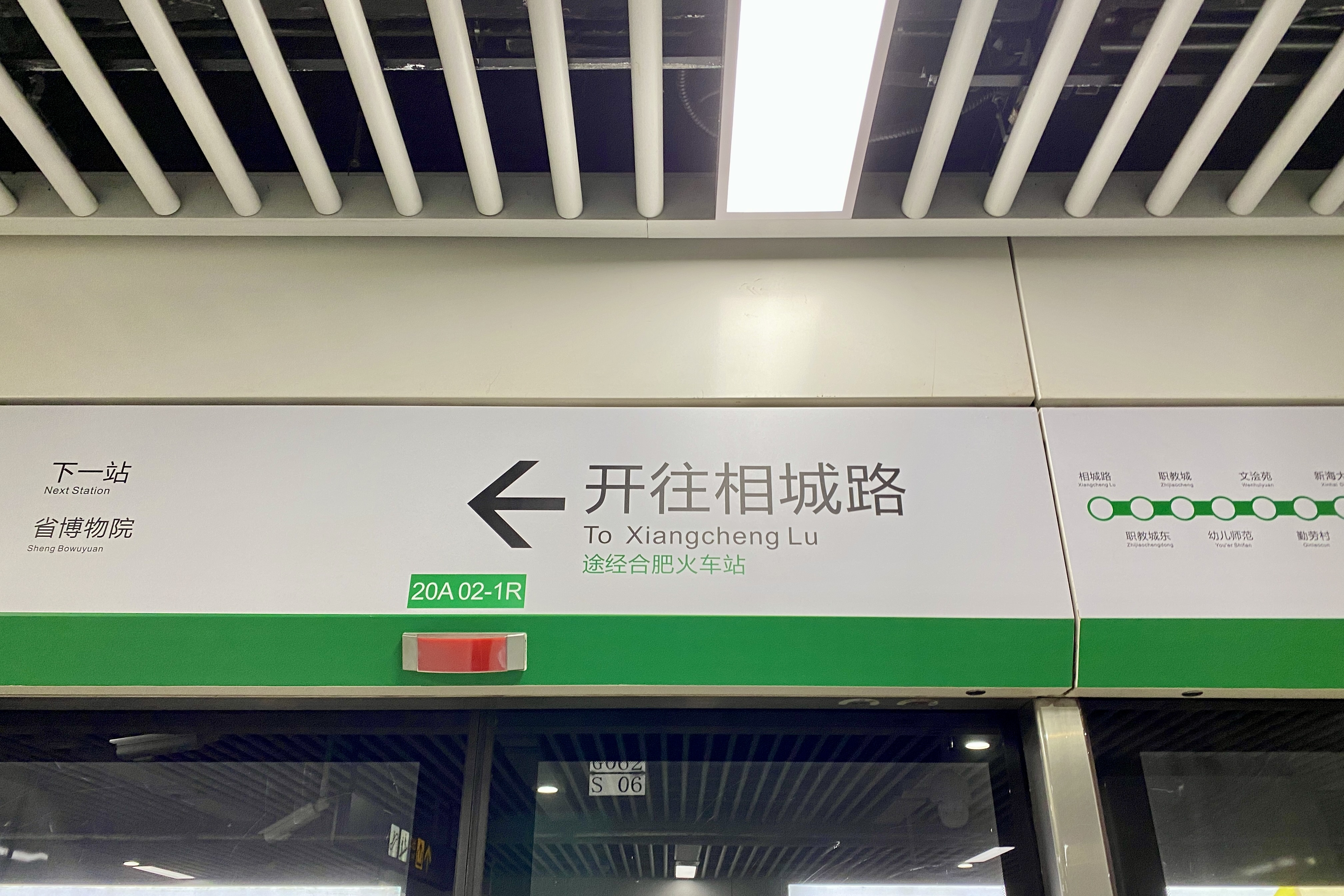
合肥轨道交通3号线全新导视风格
（标记途径交通枢纽，用线路颜色强化）

## 建设历史
截止2017年9月18日，3号线已经有11条单线隧道贯通。
根据计划，3号线于2017年11月开始铺设轨道，分两段完成，从高架段开始铺设。
2018年12月10日，轨道交通3号线地下盾构区间实现全线洞通。
2019年5月30日，轨道交通3号线翡翠湖停车场至磨店车辆段正线区间短轨铺设施工顺利完成，标志着3号线顺利实现全线短轨通。
2019年6月28日，轨道交通3号线正线轨道铺设工程（翡翠湖停车场出入场线至磨店车辆段出入段线）顺利完成长轨贯通，3号线也实现了全线轨通。
2019年8月1日，轨道交通3号线实现全线电通。
2019年9月5日，合肥轨道交通3号线开始空载试运行。
2019年12月26日，轨道交通3号线开通运营。
2020年3月17日，国家发展和改革委员会批复了安徽省合肥市城市轨道交通第三期建设规划（2020-2025年），3号线将进行延长段的建设。
2023年9月5日，3号线南延线段开始空载试运行。
2023年12月26日，3号线南延线开通运营。

## 车站一览
| 合肥轨道交通3号线 |                                  |        |            |          |                                 |                                 |                        |          |
| 站名              | 换乘路线                         | 行政区 | 首班车     | 首班车   | 末班车                          | 末班车                          | 车站形式               | 开门方向 |
| 站名              | 换乘路线                         | 行政区 | 相城路方向 | 馆驿方向 | 相城路方向                      | 馆驿方向                        | 车站形式               | 开门方向 |
| 相城路            | 不適用                           | 瑶海区 | ——         | 6:00     | ——                              | 周一~周四 22:15 周五~周日 22:25 | 地上三层岛式           | 左侧开门 |
| 职教城东          | █ 9号线（规划）                  | 瑶海区 | 6:36       | 6:02     | 周一~周四 23:41 周五~周日 23:51 | 周一~周四 22:17 周五~周日 22:27 | 地上三层岛式           | 左侧开门 |
| 职教城            | 不適用                           | 瑶海区 | 6:33       | 6:04     | 周一~周四 23:39 周五~周日 23:49 | 周一~周四 22:19 周五~周日 22:29 | 地上三层岛式           | 左侧开门 |
| 幼儿师范          | 不適用                           | 瑶海区 | 6:31       | 6:07     | 周一~周四 23:36 周五~周日 23:46 | 周一~周四 22:22 周五~周日 22:32 | 地上三层岛式           | 左侧开门 |
| 文浍苑            | 不適用                           | 瑶海区 | 6:28       | 6:09     | 周一~周四 23:34 周五~周日 23:44 | 周一~周四 22:24 周五~周日 22:34 | 地下二层岛式           | 左侧开门 |
| 勤劳村            | 不適用                           | 瑶海区 | 6:26       | 6:11     | 周一~周四 23:31 周五~周日 23:41 | 周一~周四 22:26 周五~周日 22:36 | 地下二层岛式           | 左侧开门 |
| 新海大道          | 不適用                           | 瑶海区 | 6:24       | 6:13     | 周一~周四 23:30 周五~周日 23:40 | 周一~周四 22:28 周五~周日 22:38 | 地下二层岛式           | 左侧开门 |
| 窦桥湾            | 不適用                           | 瑶海区 | 6:22       | 6:00     | 周一~周四 23:27 周五~周日 23:37 | 周一~周四 22:31 周五~周日 22:41 | 地下二层岛式           | 左侧开门 |
| 方庙              | █ 4号线                          | 瑶海区 | 6:20       | 6:02     | 周一~周四 23:25 周五~周日 23:35 | 周一~周四 22:33 周五~周日 22:43 | 地下二层岛式           | 左侧开门 |
| 竹丝滩            | 不適用                           | 瑶海区 | 6:17       | 6:04     | 周一~周四 23:23 周五~周日 23:33 | 周一~周四 22:35 周五~周日 22:45 | 地下二层岛式           | 左侧开门 |
| 合肥火车站        | █ 1号线                          | 瑶海区 | 6:14       | 6:07     | 周一~周四 23:20 周五~周日 23:30 | 周一~周四 22:38 周五~周日 22:48 | 地下二层岛式           | 左侧开门 |
| 鸭林冲            | 不適用                           | 瑶海区 | 6:12       | 6:09     | 周一~周四 23:18 周五~周日 23:28 | 周一~周四 22:40 周五~周日 22:50 | 地下二层岛式           | 左侧开门 |
| 淮南路            | 不適用                           | 瑶海区 | 6:10       | 6:11     | 周一~周四 23:16 周五~周日 23:26 | 周一~周四 22:42 周五~周日 22:52 | 地下二层岛式           | 左侧开门 |
| 一里井            | █ 8号线                          | 庐阳区 | 6:08       | 6:13     | 周一~周四 23:14 周五~周日 23:24 | 周一~周四 22:44 周五~周日 22:54 | 地下二层岛式           | 左侧开门 |
| 海棠              | █ 5号线                          | 庐阳区 | 6:06       | 6:00     | 周一~周四 23:12 周五~周日 23:22 | 周一~周四 22:46 周五~周日 22:56 | 地下二层岛式           | 左侧开门 |
| 郑河              | 不適用                           | 庐阳区 | 6:04       | 6:02     | 周一~周四 23:10 周五~周日 23:20 | 周一~周四 22:48 周五~周日 22:58 | 地下二层岛式           | 左侧开门 |
| 四泉桥            | 不適用                           | 庐阳区 | 6:02       | 6:04     | 周一~周四 23:08 周五~周日 23:18 | 周一~周四 22:50 周五~周日 23:00 | 地下二层岛式           | 左侧开门 |
| 杏花村            | █ 12号线（规划）                 | 庐阳区 | 6:00       | 6:06     | 周一~周四 23:05 周五~周日 23:15 | 周一~周四 22:53 周五~周日 23:03 | 地下二层岛式           | 左侧开门 |
| 合肥西站          | █ 10号线（规划） █ S1线（在建）  | 蜀山区 | 6:15       | 6:08     | 周一~周四 23:03 周五~周日 23:13 | 周一~周四 22:55 周五~周日 23:05 | 地下二层岛式           | 左侧开门 |
| 南新庄            | 不適用                           | 蜀山区 | 6:13       | 6:11     | 周一~周四 23:00 周五~周日 23:10 | 周一~周四 22:58 周五~周日 23:08 | 地下二层岛式           | 左侧开门 |
| 西七里塘          | █ 2号线                          | 蜀山区 | 6:11       | 6:13     | 周一~周四 22:58 周五~周日 23:08 | 周一~周四 23:00 周五~周日 23:10 | 地下三层岛式           | 左侧开门 |
| 国防科技大学      | 不適用                           | 蜀山区 | 6:09       | 6:15     | 周一~周四 22:56 周五~周日 23:06 | 周一~周四 23:02 周五~周日 23:12 | 地下二层岛式           | 左侧开门 |
| 洪岗              | █ 6号线（在建）                  | 蜀山区 | 6:07       | 6:00     | 周一~周四 22:54 周五~周日 23:04 | 周一~周四 23:04 周五~周日 23:14 | 地下二层岛式           | 左侧开门 |
| 市政务中心        | 不適用                           | 蜀山区 | 6:04       | 6:02     | 周一~周四 22:52 周五~周日 23:02 | 周一~周四 23:06 周五~周日 23:16 | 地下二层岛式           | 左侧开门 |
| 合肥大剧院        | 不適用                           | 蜀山区 | 6:02       | 6:04     | 周一~周四 22:49 周五~周日 22:59 | 周一~周四 23:09 周五~周日 23:19 | 地下三层岛式           | 左侧开门 |
| 图书馆            | █ 4号线                          | 蜀山区 | 6:00       | 6:07     | 周一~周四 22:47 周五~周日 22:57 | 周一~周四 23:11 周五~周日 23:21 | 地下二层岛式           | 左侧开门 |
| 省博物院          | 不適用                           | 蜀山区 | 6:13       | 6:09     | 周一~周四 22:45 周五~周日 22:55 | 周一~周四 23:13 周五~周日 23:23 | 地下二层岛式           | 左侧开门 |
| 安医大二附院      | 不適用                           | 蜀山区 | 6:10       | 6:11     | 周一~周四 22:42 周五~周日 22:52 | 周一~周四 23:16 周五~周日 23:26 | 地下二层岛式           | 左侧开门 |
| 繁华大道          | █ 7号线（在建）                  | 蜀山区 | 6:08       | 6:13     | 周一~周四 22:40 周五~周日 22:50 | 周一~周四 23:18 周五~周日 23:28 | 地下二层岛式           | 左侧开门 |
| 大学城北          | 不適用                           | 蜀山区 | 6:07       | 6:15     | 周一~周四 22:38 周五~周日 22:48 | 周一~周四 23:19 周五~周日 23:29 | 地下二层岛式           | 左侧开门 |
| 工大翡翠湖校区    | 不適用                           | 蜀山区 | 6:04       | 6:17     | 周一~周四 22:36 周五~周日 22:46 | 周一~周四 23:22 周五~周日 23:32 | 地下二层岛式           | 左侧开门 |
| 安大磬苑校区      | 不適用                           | 蜀山区 | 6:02       | 6:19     | 周一~周四 22:34 周五~周日 22:44 | 周一~周四 23:24 周五~周日 23:34 | 地下二层岛式           | 左侧开门 |
| 幸福坝            | 不適用                           | 肥西县 | 6:00       | 6:22     | 周一~周四 22:31 周五~周日 22:41 | 周一~周四 23:27 周五~周日 23:37 | 地下二层岛式           | 左侧开门 |
| 安医一附院南区    | 不適用                           | 肥西县 | 6:14       | 6:24     | 周一~周四 22:29 周五~周日 22:39 | 周一~周四 23:29 周五~周日 23:39 | 地下二层岛式           | 左侧开门 |
| 凉亭              | 不適用                           | 肥西县 | 6:10       | 6:28     | 周一~周四 22:25 周五~周日 22:35 | 周一~周四 23:32 周五~周日 23:42 | 地下二层岛式           | 左侧开门 |
| 李湾              | 不適用                           | 肥西县 | 6:09       | 6:30     | 周一~周四 22:24 周五~周日 22:34 | 周一~周四 23:34 周五~周日 23:44 | 地下二层岛式           | 左侧开门 |
| 四十埠            | █ 9号线（规划） █ 15号线（规划） | 肥西县 | 6:06       | 6:32     | 周一~周四 22:21 周五~周日 22:31 | 周一~周四 23:37 周五~周日 23:47 | 地下二层岛式           | 左侧开门 |
| 芮祠              | 不適用                           | 肥西县 | 6:04       | 6:35     | 周一~周四 22:19 周五~周日 22:29 | 周一~周四 23:39 周五~周日 23:49 | 地下二层岛式           | 左侧开门 |
| 乐平              | 不適用                           | 肥西县 | 6:01       | 6:37     | 周一~周四 22:16 周五~周日 22:26 | 周一~周四 23:41 周五~周日 23:51 | 地下二层岛式           | 左侧开门 |
| 省儿童医院新区    | █ 15号线（规划）                 | 肥西县 | 6:00       | ——       | 周一~周四 22:15 周五~周日 22:25 | ——                              | 地下二层岛式           | 左侧开门 |
| 馆驿（暫緩開通）  | 不適用                           | 肥西县 | 不適用     | 不適用   | 不適用                          | 不適用                          | 地下一层、地面站厅岛式 | 左侧开门 |